# Marie Bosse
Marie Bosse, eller La Bosse, född Marie Marais cirka 1640, död 8 maj 1679, var en professionell fransk siare och giftblandare. Hon var en av de huvudanklagade i den berömda giftmordsaffären. 

## Biografi
Bosse var änka efter en hästhandlare och försörjde sig som spåkvinna. Hon var en av de mest kända spåkvinnorna i Paris. Hon hade en dotter, Manon, och två söner, Francois och Guillame, av vilka en av soldat i kungliga gardet. Marie Bosse beskrivs som en storbyggd kvinna med stort ansikte. År 1679 ska hon ha varit i fyrtioårsåldern. Hon hade suttit ett kortare fängelsestraff för förfalskning 1676.      
Myndigheterna hade i några år varnats för att ett allt större antal människor hade bekänt i bikten att de hade gjort sig skyldiga till giftmord, och år 1677 hade polismakten inlett en undersökning av giftförsäljningen i Paris. 

### Arrestering
I slutet av år 1678 var Bosse gäst på en fest hos en Marie Vigoreaux, hustrun till en damskräddare, på Rue Courtauvilain. Under festen konsumerade hon mycket alkohol och hördes där av ett vittne skryta om att hon hade gjort sig en så stor förmögenhet på att sälja dödliga gifter att hon snart kunde pensionera sig, och hon räknade upp en rad personer ur överklassen bland sina kunder. Vittnet, advokaten Maitre Perrin, rapporterade henne till polisen, som skickade hustrun till en polis till Bosse för att köpa gift. Polishustrun uppgav sig vilja köpa gift för att döda sin make, och Bosse sålde henne ett gift som efter analys visade sig vara dödligt.
Marie Bosse arresterades på morgonen 4 januari 1679 tillsammans med sin dotter och sina två söner. Hon låg vid gripandet till sängs med sina två söner, av vilka den yngre, som var femton, nyligen hade frigivits från ett arbetshus: enligt rapporten hade familjen endast en säng, och de misstänktes hade begått incest. Även Vigoreaux greps, och konstaterades då ha en stark förbindelse till familjen Bosse, eftersom hon hade haft sexuella relationer till samtliga av familjens medlemmar, inklusive Marie Bosses avlidne make. Inför hotet om tortyr upprättade familjen Bosse och Vigoreaux en lista på sina kunder, vilket ledde till en våg av arresteringar. Bosse beskrev hela den dåvarande systemet med giftförsäljningen i Paris via stadens spåkvinnor. 

### Efterspel
Bosse angav både La Voisin, centralfiguren i hela nätverket, och Adam Lesage. Det var Bosse som sålde det gift med vilken Marguerite de Poulaillon försökte mörda sin make. Hon hade tidigare varit kompanjon med Voisin, men de hade brutit samarbetet sedan Bosse vägrat att ge Voisin en andel i pengarna efter mordet på M. Brunet, vars hustru Voisin hade hänvisat till Bosse. 
Den 10 januari fick polismakten tillstånd att gå vidare med affären, något som ledde till gripandet av La Voisin i mars. År 1679 bildades Chambre Ardente, en kommission med särskilda befogenheter och uppgift att undersöka spåkvinnornas verksamhet och koppling till häxeri och giftförsäljningen. 
Marie Bosse och Vigoreaux dömdes till att brännas levande. Marie Bosses son Francois Bosse, som erkände att han hjälpt henne att blanda gift, dömdes till halshuggning och bränning. Vigoreaux avled i fängelset. Marie Bosse avrättades genom bränning på bål den 8 maj 1679. Enligt order från domstolen, tvingades hennes fjortonåriga dotter att se på för att förbättra sin karaktär genom detta exempel.     